# 일본뉴스
일본뉴스(일본어: 日本ニュース)은 1940년(쇼와 15년) 4월 주요 신문사와 동맹통신의 뉴스영화 부문이 통합되어 사단법인 일본뉴스영화사가 설립되었으며, 이듬해인 1941년(쇼와 16년)에는 사단법인 일본영화사로 개칭되었다. 패전 당시의 종업원 총수는 900여 명에 달했으며, 그 가운데 미복원자는 310명이었다.
전후, 경영진은 전쟁 책임을 추궁받는 가운데 1945년(쇼와 20년) 9월 20일 종업원 1,220명을 150명으로 정리하겠다고 통보하였으나, 10월에 해산하였다. 같은 해 12월 종업원 유지들에 의해 개편·재건이 이루어져, 네기시 간이치가 사장으로 취임하고 350명의 구 직원이 남아 주식회사로 전환하여 주식회사 일본영화사가 되었다. 이와사키 아키라가 제작국장 겸 뉴스 프로듀서로 취임하였으며, 가노 류이치, 시라이 시게루, 다카기 도시로, 이토 스에오 등이 참여하였다.
그러나 단편 기록영화의 수요가 저조하여 약 반년 만에 경영 위기에 빠졌고, 도호와 업무 제휴를 맺었으나 종업원 161명이 해고되었으며, 네기시·이와사키·다카기의 세 임원은 퇴임하였다. 이어 도호의 곤다이보 고로가 제작국장으로 취임하였다.
1951년(쇼와 26년)에는 일본영화신사, 일영학예영화제작소, 일영과학영화제작소(이후 양사가 합병), 일영미술로 분사화되어 해산에 이르렀다.
약칭을 바탕으로 한 「日央日」(우측 가로쓰기로 「日映」이라 읽음)의 좌우 대칭형 로고마크로 잘 알려져 있다.

## 같이 보기
- 뉴스 영화
- 일본 제국
- 일본국
- 대한뉴스